# Campeonato Potiguar 2022
El Campeonato Potiguar de Fútbol 2022 fue la 103.ª edición de la primera división de fútbol del estado de Río Grande del Norte. El torneo fue organizado por la Federação Norte-rio-grandense de Futebol (FNF). El torneo comenzó el 9 de enero y finalizó el 13 de abril.
ABC se consagró campeón tras vencer a su máximo rival, América, por 6-4 en el marcador global de la final, consiguiendo así su título estadual número 57.

## Sistema de juego

### Primera fase
Los 8 equipos se enfrentan en modalidad de todos contra todos en partidos de ida. Culminadas las siete fechas, los cuatro primeros clasifican a las semifinales, enfrentándose el 1° lugar contra el 4° y el 2° ante el 3°. Los dos ganadores de las semifinales se enfrentan en la final. El ganador de esta primera final clasificará a la final estadual. En caso haya empate en cualquier llave, se declarará como ganador al equipo que haya terminado en mejor posición en la fase de todos contra todos.

### Segunda fase
Al igual que en la primera fase, los 8 equipos se enfrentan en modalidad de todos contra todos pero esta vez revirtiendo las localías. Culminadas las siete fechas, los cuatro primeros clasifican a las semifinales, enfrentándose el 1° lugar contra el 4° y el 2° ante el 3°. Los dos ganadores de las semifinales se enfrentan en la final. El ganador de esta segunda final clasificará a la final estadual. En caso haya empate en cualquier llave, se declarará como ganador al equipo que haya terminado en mejor posición en la fase de todos contra todos.

### Tercera fase
- Final: La disputan los ganadores de ambas fases, jugándose en partidos de ida y vuelta, teniendo la opción de elegir en que partido ser local el equipo con mayor puntaje en las dos primeras fases. En caso un equipo gane tanto la primera como la segunda fase, será automáticamente campeón.

- Nota: En caso de empate en puntos y diferencia de goles, se definirá en tanda de penales. No se consideran los goles de visita.

### Descensos
El equipo con menor puntaje en las sumatorias de los puntos de la primera y segunda fase, perderá la categoría.

### Clasificaciones
- Copa de Brasil 2023: Clasifican los dos finalistas del campeonato.
- Copa do Nordeste 2023: Clasifican tres equipos. A la fase de grupos accede únicamente el campeón. A la Pre-Copa do Nordeste acceden el subcampeón y el equipo con mejor posición en el Ranking CBF 2022, exceptuando a los dos equipos mencionados anteriormente.
- Serie D 2023: Clasifican los dos mejores equipos de la tabla acumulada que no disputen la Serie A, Serie B o Serie C en la temporada 2022 o la Serie C en 2023.

## Equipos participantes
| Equipo              | Ciudad        | Estadio         | Capacidad | Posición 2021      | Títulos (último) |
| ------------------- | ------------- | --------------- | --------- | ------------------ | ---------------- |
| ABC Natal           | Natal         | Frasqueirão     | 15 082    | 2.º                | 56 (2020)        |
| América de Natal    | Natal         | Arena das Dunas | 31 375    | 3.º                | 36 (2019)        |
| América de Natal    | Natal         | Arena América   | 5000      | 3.º                | 36 (2019)        |
| ASSU                | Assu          | Edgarzão        | 4200      | 7.º                | 1 (2009)         |
| Força e Luz         | Natal         | Arena das Dunas | 31 375    | 6.º                | 0                |
| Globo               | Ceará-Mirim   | Barrettão       | 10 000    | Campeón            | 1 (2021)         |
| Potiguar de Mossoró | Mossoró       | Nogueirão       | 4000      | 4.º                | 2 (2013)         |
| Potyguar Seridoense | Currais Novos | Bezerrão        | 1600      | 1.º (2.ª división) | 0                |
| Santa Cruz de Natal | Natal         | Arena das Dunas | 31 375    | 5.º                | 1 (1943)         |
| Santa Cruz de Natal | Natal         | Frasqueirão     | 15 082    | 5.º                | 1 (1943)         |

| Crecimiento | Equipos provenientes del Campeonato Potiguar de Segunda División 2021. |

## Primera fase (Copa Cidade do Natal)

### Tabla de posiciones
| Pos. | Equipo              | Pts. | PJ | G | E | P | GF | GC | Dif. | Clasificación |
| ---- | ------------------- | ---- | -- | - | - | - | -- | -- | ---- | ------------- |
| 1    | ABC Natal           | 18   | 7  | 6 | 0 | 1 | 20 | 8  | +12  | Fase Final.   |
| 2    | América de Natal    | 16   | 7  | 5 | 1 | 1 | 11 | 5  | +6   | Fase Final.   |
| 3    | Força e Luz         | 9    | 7  | 2 | 3 | 2 | 7  | 8  | −1   | Fase Final.   |
| 4    | Potyguar Seridoense | 9    | 7  | 2 | 3 | 2 | 5  | 8  | −3   | Fase Final.   |
| 5    | Potiguar de Mossoró | 7    | 7  | 2 | 1 | 4 | 6  | 10 | −4   |               |
| 6    | Santa Cruz de Natal | 6    | 7  | 1 | 3 | 3 | 10 | 11 | −1   |               |
| 7    | Globo               | 6    | 7  | 1 | 3 | 3 | 7  | 11 | −4   |               |
| 8    | ASSU                | 5    | 7  | 1 | 2 | 4 | 6  | 11 | −5   |               |

 Fuente: FNF
Criterios de clasificación: 1) Puntos; 2) Enfrentamiento directo entre los equipos en cuestión; 3) Partidos ganados; 4) Diferencia de gol; 5) Goles anotados; 6) Menor cantidad de tarjetas rojas; 7) Menor cantidad de tarjetas amarillas; 8) Sorteo.
Criterios de clasificación en igualdad entre tres o más equipos: 1) Partidos ganados; 2) Diferencia de gol en enfrentamientos directos entre los equipos en cuestión; 3) Diferencia de gol; 4) Goles anotados; 5) Menor cantidad de tarjetas rojas; 6) Menor cantidad de tarjetas amarillas; 7) Sorteo.

#### Resultados
| Local \ Visitante   | ABC | AME | ASS | FOR | GLO | PTI | PTY | SCR |
| ------------------- | --- | --- | --- | --- | --- | --- | --- | --- |
| ABC Natal           | —   | 1–2 | —   | —   | 4–2 | 3–0 | 2–0 | —   |
| América de Natal    | —   | —   | 1–0 | —   | 2–0 | 3–1 | —   | 1–0 |
| ASSU                | 2–3 | —   | —   | —   | —   | —   | 0–0 | —   |
| Força e Luz         | 1–4 | 0–0 | 2–1 | —   | —   | —   | —   | 1–1 |
| Globo               | —   | —   | 0–1 | 2–1 | —   | —   | —   | 3–3 |
| Potiguar de Mossoró | —   | —   | 3–0 | 0–2 | 0–0 | —   | 1–2 | 1–0 |
| Potyguar Seridoense | —   | 3–2 | —   | 0–0 | 0–0 | —   | —   | —   |
| Santa Cruz de Natal | 1–3 | —   | 2–2 | —   | —   | —   | 3–0 | —   |

### Fase Final
|  | Semifinales      | Semifinales         | Semifinales      |                  |   | Final         | Final         | Final         |  |
|  | 5 y 6 de febrero | 5 y 6 de febrero    | 5 y 6 de febrero |                  |   | 10 de febrero | 10 de febrero | 10 de febrero |  |
|  |                  |                     |                  |                  |   |               |               |               |  |
|  |                  |                     |                  |                  |   |               |               |               |  |
|  | 1                | ABC Natal           | 2                |                  |   |               |               |               |  |
|  | 1                | ABC Natal           | 2                |                  |   |               |               |               |  |
|  | 4                | Potyguar Seridoense | 0                |                  |   |               |               |               |  |
|  | 4                | Potyguar Seridoense | 0                |                  | 1 | ABC Natal     | 1             |               |  |
|  |                  |                     |                  |                  | 1 | ABC Natal     | 1             |               |  |
|  |                  |                     | 2                | América de Natal | 1 |               |               |               |  |
|  | 2                | América de Natal    | 2                | América de Natal | 1 | 3             |               |               |  |
|  | 2                | América de Natal    |                  |                  |   | 3             |               |               |  |
|  | 3                | Força e Luz         | 1                |                  |   |               |               |               |  |
|  | 3                | Força e Luz         | 1                |                  |   |               |               |               |  |
|  |                  |                     |                  |                  |   |               |               |               |  |

Nota: El equipo que ocupa la primera línea es quien es local en la serie.
| Bandera del estado de Río Grande del Norte |
| Campeón                                    |
| ABC Natal 4.° título                       |

## Segunda fase (Copa Rio Grande do Norte)

### Tabla de posiciones
| Pos. | Equipo              | Pts. | PJ | G | E | P | GF | GC | Dif. | Clasificación |
| ---- | ------------------- | ---- | -- | - | - | - | -- | -- | ---- | ------------- |
| 1    | América de Natal    | 16   | 7  | 5 | 1 | 1 | 17 | 3  | +14  | Fase Final.   |
| 2    | ABC Natal           | 15   | 7  | 5 | 0 | 2 | 21 | 5  | +16  | Fase Final.   |
| 3    | Potiguar de Mossoró | 11   | 7  | 3 | 2 | 2 | 12 | 12 | 0    | Fase Final.   |
| 4    | Globo               | 11   | 7  | 3 | 2 | 2 | 10 | 11 | −1   | Fase Final.   |
| 5    | Potyguar Seridoense | 7    | 7  | 1 | 4 | 2 | 5  | 7  | −2   |               |
| 6    | Santa Cruz de Natal | 5    | 7  | 3 | 2 | 2 | 11 | 10 | +1   |               |
| 7    | Força e Luz         | 2    | 7  | 0 | 2 | 5 | 3  | 18 | −15  |               |
| 8    | ASSU                | 0    | 7  | 0 | 3 | 4 | 3  | 16 | −13  |               |

 Fuente: FNF
Criterios de clasificación: 1) Puntos; 2) Enfrentamiento directo entre los equipos en cuestión; 3) Partidos ganados; 4) Diferencia de gol; 5) Goles anotados; 6) Menor cantidad de tarjetas rojas; 7) Menor cantidad de tarjetas amarillas; 8) Sorteo.
Criterios de clasificación en igualdad entre tres o más equipos: 1) Partidos ganados; 2) Diferencia de gol en enfrentamientos directos entre los equipos en cuestión; 3) Diferencia de gol; 4) Goles anotados; 5) Menor cantidad de tarjetas rojas; 6) Menor cantidad de tarjetas amarillas; 7) Sorteo.
Notas:
1. ↑  Santa Cruz de Natal perdió 6 puntos por alinear a un jugador que se encontraba suspendido.[2]
2. ↑  ASSU perdió 3 puntos por alinear a un jugador que se encontraba suspendido.[3]

#### Resultados
| Local \ Visitante   | ABC | AME | ASS | FOR | GLO | PTI | PTY | SCR |
| ------------------- | --- | --- | --- | --- | --- | --- | --- | --- |
| ABC Natal           | —   | —   | 7–0 | 5–0 | —   | —   | —   | 2–0 |
| América de Natal    | 3–0 | —   | —   | 4–0 | —   | —   | 2–0 | —   |
| ASSU                | —   | 0–3 | —   | 0–0 | 0–1 | 1–1 | —   | 1–3 |
| Força e Luz         | —   | —   | —   | —   | 1–3 | 1–3 | 0–0 | —   |
| Globo               | 0–4 | 2–1 | —   | —   | —   | 2–3 | 0–0 | —   |
| Potiguar de Mossoró | 2–1 | 0–3 | —   | —   | —   | —   | —   | —   |
| Potyguar Seridoense | 0–2 | —   | 1–1 | —   | —   | 2–2 | —   | 2–0 |
| Santa Cruz de Natal | —   | 1–1 | —   | 3–1 | 2–2 | 2–1 | —   | —   |

### Fase Final
|  | Semifinales    | Semifinales         | Semifinales    |           |   | Final            | Final      | Final      |  |
|  | 2 y 3 de abril | 2 y 3 de abril      | 2 y 3 de abril |           |   | 6 de abril       | 6 de abril | 6 de abril |  |
|  |                |                     |                |           |   |                  |            |            |  |
|  |                |                     |                |           |   |                  |            |            |  |
|  | 1              | América de Natal    | 4              |           |   |                  |            |            |  |
|  | 1              | América de Natal    | 4              |           |   |                  |            |            |  |
|  | 4              | Globo               | 1              |           |   |                  |            |            |  |
|  | 4              | Globo               | 1              |           | 1 | América de Natal | 0          |            |  |
|  |                |                     |                |           | 1 | América de Natal | 0          |            |  |
|  |                |                     | 2              | ABC Natal | 0 |                  |            |            |  |
|  | 2              | ABC Natal           | 2              | ABC Natal | 0 | 1                |            |            |  |
|  | 2              | ABC Natal           |                |           |   | 1                |            |            |  |
|  | 3              | Potiguar de Mossoró | 0              |           |   |                  |            |            |  |
|  | 3              | Potiguar de Mossoró | 0              |           |   |                  |            |            |  |
|  |                |                     |                |           |   |                  |            |            |  |

Nota: El equipo que ocupa la primera línea es quien es local en la serie.
| Bandera del estado de Río Grande del Norte |
| Campeón                                    |
| América de Natal 5.° título                |

## Final
| 10 de abril, 16:00 (UTC-3) | América de Natal                               | 2:2 (1:2) | ABC Natal        | Arena das Dunas, Natal                                                          |                                                                                 |
|                            | Wilian Marcilio 44' · Wallace Pernambucano 66' | Reporte   | Kelvin 16' 45+1' | Asistencia: 21 696 espectadores Árbitro(s): Leonilson Fernandes Trigueiro Filho | Asistencia: 21 696 espectadores Árbitro(s): Leonilson Fernandes Trigueiro Filho |

| 13 de abril, 20:30 (UTC-3) | ABC Natal                                              | 4:2 (1:1) | América de Natal                              | Estadio Frasqueirão, Natal                                   |                                                              |
|                            | Wallyson 28' 71' (pen.) · Jefinho 75' · Fábio Lima 90' | Reporte   | Elvinho 43' · Wallace Pernambucano 59' (pen.) | Asistencia: 15 069 espectadores Árbitro(s): Anderson Daronco | Asistencia: 15 069 espectadores Árbitro(s): Anderson Daronco |

| Campeón                                    |
| Bandera del estado de Río Grande del Norte |
| ------------------------------------------ |
| ABC Natal 57.° título                      |

## Clasificación final
| Pos. | Equipo              | Pts. | PJ | G  | E | P | GF | GC | Dif. | Clasificación                                    |
| ---- | ------------------- | ---- | -- | -- | - | - | -- | -- | ---- | ------------------------------------------------ |
| 1.°  | ABC Natal (C)       | 45   | 20 | 14 | 3 | 3 | 51 | 18 | +33  | Copa de Brasil 2023 y Copa do Nordeste 2023.     |
| 2.°  | América de Natal    | 41   | 20 | 12 | 5 | 3 | 40 | 17 | +23  | Copa de Brasil 2023 y Pre-Copa do Nordeste 2023. |
| 3.°  | Potiguar de Mossoró | 18   | 15 | 5  | 3 | 7 | 18 | 23 | −5   | Serie D 2023 y Pre-Copa do Nordeste 2023.        |
| 4.°  | Globo               | 17   | 15 | 4  | 5 | 6 | 18 | 26 | −8   | Serie D 2023.                                    |
| 5.°  | Potyguar Seridoense | 16   | 15 | 3  | 7 | 5 | 10 | 17 | −7   |                                                  |
| 6.°  | Santa Cruz de Natal | 11   | 14 | 4  | 5 | 5 | 21 | 21 | 0    |                                                  |
| 7.°  | Força e Luz         | 11   | 15 | 2  | 5 | 8 | 11 | 29 | −18  |                                                  |
| 8.°  | ASSU                | 5    | 14 | 1  | 5 | 8 | 9  | 27 | −18  | Segunda División 2023.                           |

Reglas de clasificación: 1) Puntos; 2) Enfrentamiento directo entre los equipos en cuestión; 3) Partidos ganados; 4) Diferencia de gol; 5) Goles anotados; 6) Menor cantidad de tarjetas rojas; 7) Menor cantidad de tarjetas amarillas; 8) Sorteo.

Reglas de clasificación en igualdad entre tres o más equipos: 1) Partidos ganados; 2) Diferencia de gol en enfrentamientos directos entre los equipos en cuestión; 3) Diferencia de gol; 4) Goles anotados; 5) Menor cantidad de tarjetas rojas; 6) Menor cantidad de tarjetas amarillas; 7) Sorteo.

Nota: Dos de los cupos de clasificación para la Serie D 2023 pasaron a manos de Potiguar de Mossoró y Globo, debido a que ABC disputó la Serie C en 2022, mientras que 	América obtuvo el ascenso a la Serie C 2023.